# ГИПРОИВ
ОАО «ГИПРОИВ» — институт комплексного инжиниринга предприятий композитных материалов, химических волокон, полимеров и спецхимии.
Основан 1 июля 1935 года. Расположен в городе Мытищи Московской области.
Собственником ОАО «ГИПРОИВ» является группа акционеров.
Предприятие — член Российского союза химиков

## Становление и развитие
В Москве приказом № 833 Наркомата тяжёлой промышленности СССР от 1 июля 1935 года создано Главное управление искусственного волокна (ГУИВ) и в его составе — самостоятельная проектная контора. Решением Совета Народных Комиссаров № 100 от 4 декабря 1935 года проектная организация утверждена как Головной институт по проектированию предприятий искусственного волокна. В 1936 году ГИПРОИВ переведён в город Мытищи Московской области.
В 1941—1943 годах во время Великой Отечественной войны институт находился в эвакуации в городе Намангане Узбекской ССР.
В связи с огромным объёмом проектных работ в 1959 году было принято решение о создании филиала института в Киеве (Приказ Государственного комитета Совета Министров СССР по химии № 40 от 21 января 1959 года).

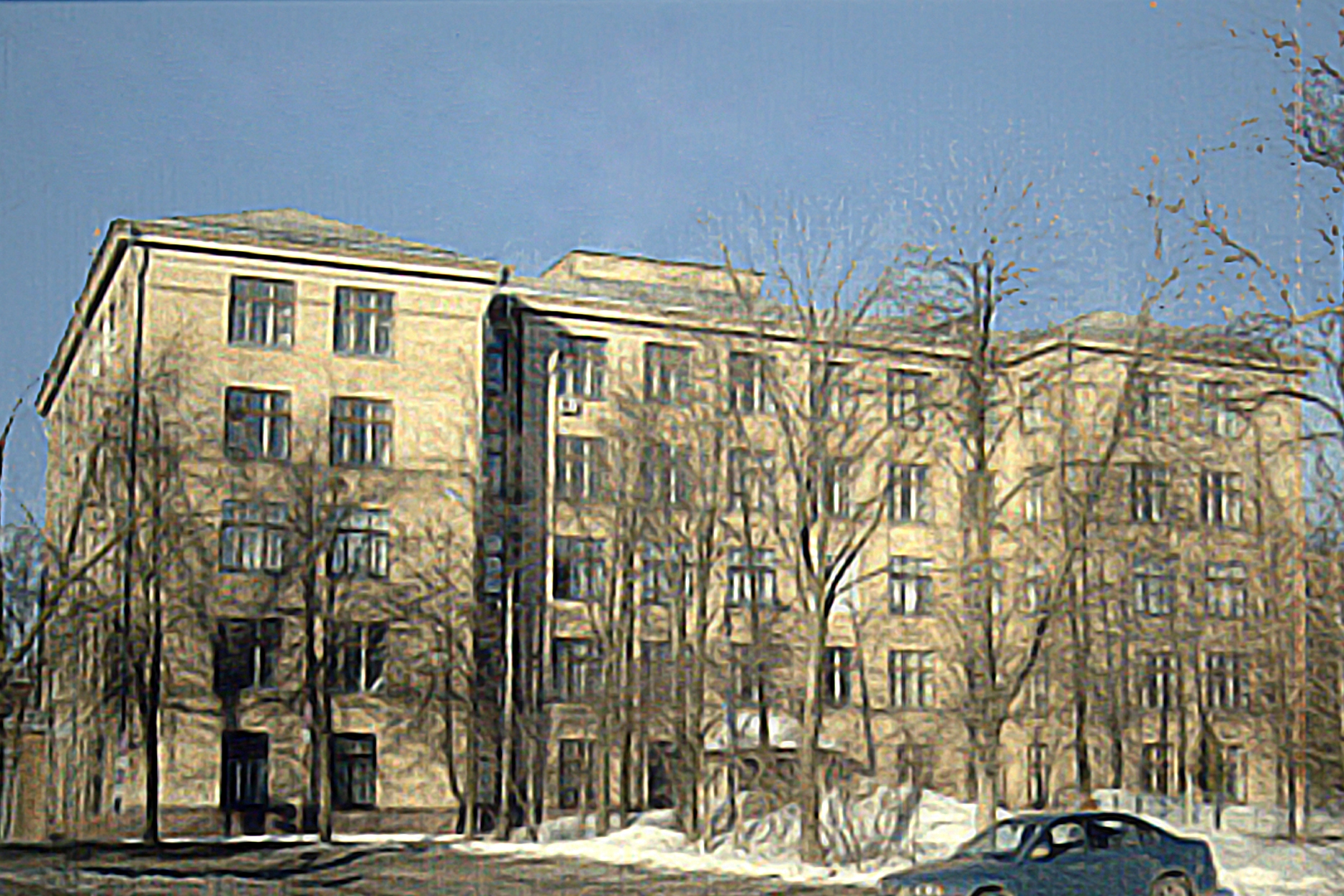
ОАО «ГИПРОИВ», г. Мытищи

В 1935-1976 годах институт находился в ведении целого ряда государственных организаций:
- Наркомата тяжёлой промышленности СССР (1935—1939);
- Наркомата и Министерства текстильной промышленности СССР (1939—1948, 1955—1956);
- Министерства лёгкой промышленности СССР (1948—1953, 1956—1957);
- Министерства лёгкой и пищевой промышленности СССР (1953);
- Министерства промышленности товаров широкого потребления СССР (1953—1955);
- Госплана РСФСР (1957—1958);
- Госкомитета Совета Министров СССР по химии (1958—1963);
- Госкомитета по химии при Госплане СССР (1963);
- Госкомитета химической и нефтяной промышленности при Госплане СССР (1963—1964);
- Госкомитета химической промышленности при Госплане СССР (1964—1965);
- Министерства химической промышленности СССР (1965—1976).

Приказом Министерства химической промышленности СССР от 31 августа 1976 года на базе ГИПРОИВ и ВНИИВ был создан Всесоюзный научно-исследовательский и проектный институт искусственного волокна (ВНИИВпроект).
В соответствии с Указом Президента РФ «Об организационных мерах по преобразованию государственных предприятий в акционерные общества» № 721 от 1 июля 1992 года Распоряжением Администрации Мытищинского района Московской области 30 июня 1993 года институт преобразован в открытое акционерное общество ОАО «ГИПРОИВ» с присвоением номера государственной регистрации № 325-ОР.
ОАО «ГИПРОИВ» является членом: СРО НП «Нефтегазсервис». СРО НП ГАСО Российского союза химиков Ассоциации предприятий в области энергетики.

## Реализованные проекты

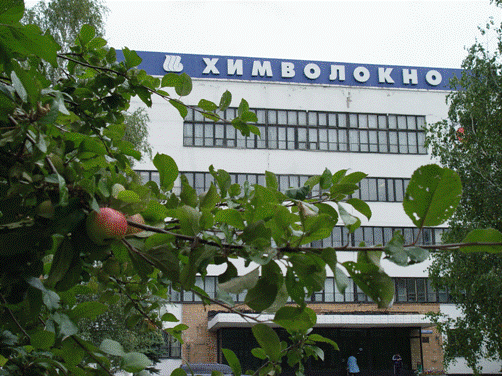
ОАО «Химволокно», г. Щёкино

За несколько лет до официальной даты создания института уже существовала группа проектировщиков, входящая в контору «Стройволокно». Эта группа сформировалась в 1927 году в связи с началом строительства первых в СССР производств вискозных волокон — Мытищинской, Ленинградской, Могилёвской и Клинской визкозных фабрик.
Первой самостоятельной работой института был проект Киевской фабрики вискозного шелка (1935—1937 гг.), параллельно шло проектирование и строительство Каменской фабрики искусственного волокна и разработка технической документации производства целлофана в Клину.
В послевоенное время начали создаваться проекты и для строительства новых предприятий, в частности в Каменске и Калинине. На Клинском комбинате разрабатывался проект производства первого в стране синтетического полиамидного волокна капрон. В 1946 году началось проектирование производств, на которых выпускалось ацетатное волокно (Серпухов) и медно-аммиачное волокно (Костанай), а также Красноярского и Барнаульского заводов.
В начале 50-х годов осуществлялось проектирование и строительство сероуглеродных производств в Калинине, Каменске, Сокале.
В 1951 году началось проектирование крупнейшего по тем временам завода в г. Рязань, производящего вискозное волокно.
В 1956 году ГИПРОИВ начал разработку проекта строительства первого специализированного завода полиамидных нитей в Чернигове. На базе этого проекта разработан типовой проект завода, который сыграл большую роль в ускорении проектирования. Он позволил обеспечить в очень короткие сроки строительство заводов в городах Даугавпилс (Латвия), Волжский, Курск, Щёкино, Кемерово (Россия) и Рустави (Грузия). Позднее по типовому же проекту разработана техническая документация и построены заводы полиамидных нитей в Житомире (Украина) и Гродно (Белоруссия).
Одновременно осуществлялось проектирование заводов в городах Сокаль (вискозное штапельное волокно), Светлогорск (вискозная кордная нить), Черкассы (вискозная текстильная нить). На заводе в Черкассах впервые была применена технология непрерывного получения, отделки и сушки текстильной нити на машинах ПНШ-180/100. В 1963 году началось проектирование предприятий в Болгарии для производства полиамидных кордных и текстильных нитей (г. Видин) и в 1965 году вискозного волокна (г. Свиштов).
В 1965 году институт приступил к проектированию крупнейшего в Европе комбината в Могилёве (Белоруссия), выпускающего полиэфирное волокно и ДМТ.
В 70-80-х годах было спроектировано и пущено в эксплуатацию производство вискозного штапельного волокна в Красноярске-45 — завод «Сибволокно», на смежной площадке построено производство специального волокна — «Вискоза-85» по производству волокна СВМ. Производство «Вискоза-85» к 1990-м годам было готово на 95 %, однако в 1990-х годах финансирование иссякло и строительство замерло. Почти готовый комплекс производств был разграблен.
За 75 лет коллективом института разработаны сотни проектов, по которым построены более сорока предприятий химического волокна в стране и за рубежом (два для Болгарии и один для Чехословакии), два научно-исследовательских института (ВНИИИВ и ВНИИСВ) и другие объекты.
Наиболее крупными являются построенные по проектам ГИПРОИВа предприятия в городах Могилёв, Светлогорск, Гродно, Полоцк (Беларусь), Киев, Черкассы, Чернигов (Украина), Каунас (Литва), Даугавпилс (Латвия), Навои (Узбекистан), Балаково, Рязань, Энгельс, Курск, Барнаул, Кемерово, Щёкино, Калинин, Клин, Благовещенск (Россия), Рустави (Грузия), Кировакан (Армения).

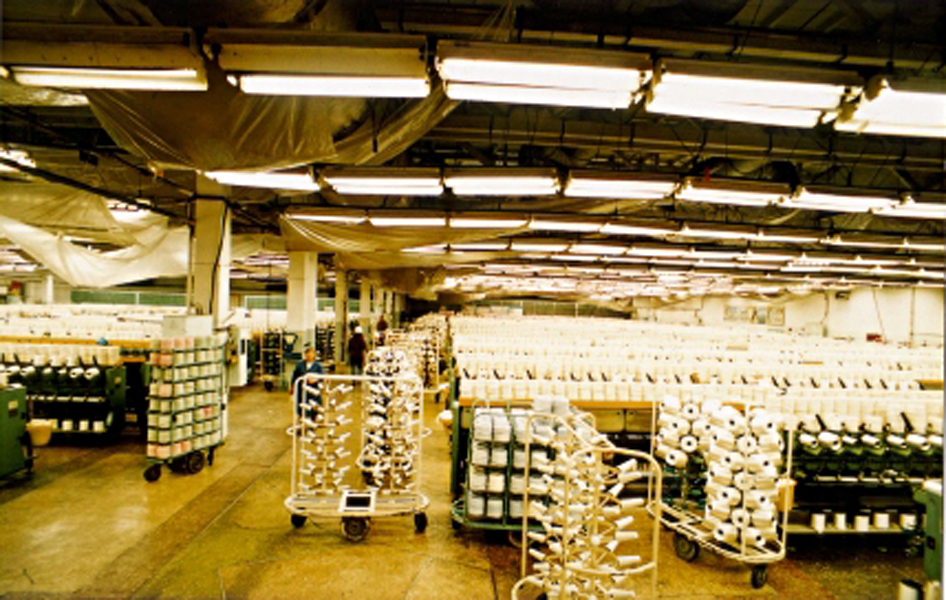
ОАО «Балаковское химволокно». Текстильный цех

В связи с упадком промышленности химических волокон в начале 90-х годов тематика института претерпела значительные изменения. Перед коллективом института встала задача выжить, сохранив статус одной из ведущих проектных организаций России.
Имея продолжительный опыт работы генпроектировщиком, ОАО «ГИПРОИВ» занимался проектированием объектов иного профиля. Много проектов выполнено для Московской области и, в частности, для Мытищинского района. Наиболее характерные из них: водогрейные и паровые котельные тепловой мощностью от 0,1 до 105 МВт для различных объектов в Москве, Волгограде, Мытищах, Подольске, Железнодорожном и др.; автозаправочные станции и пункты технического обслуживания автомобилей для восьми объектов; завод по производству теплоизоляционных материалов для трубопроводов в г. Щёлково; предприятие по производству пластмассовых изделий для фирмы «Терна», г. Мытищи; предприятие по производству кабелей и изделий с их применением, г. Мытищи; распределительный центр для спортивных товаров фирмы «Тагис», Балашихинский район, и многое другое.
В настоящее время тематика выполняемых ОАО «ГИПРОИВ» проектов существенно расширена. Осуществляется промышленное проектирование для самых различных отраслей промышленности:

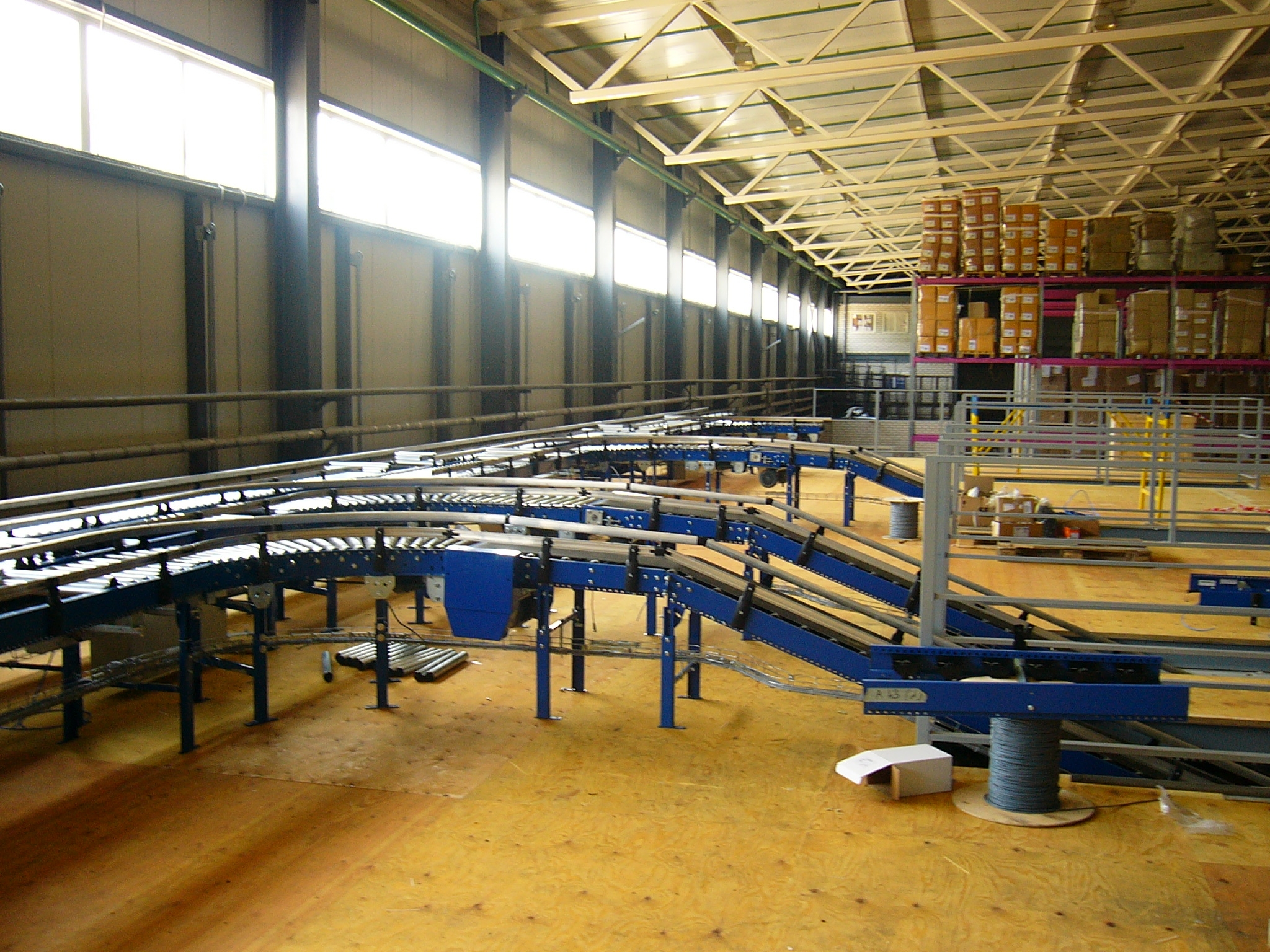
ООО «Тагис». Распределительный центр

- производство искусственных и синтетических волокон и нитей: из таких полимеров, как полиэтилентерефталат, поли-е-капроамид, полиэтилен, полипропилен, поликарбонат, пенополиуретан и др.;
- производство волокон специального назначения;
- производство синтетических смол;
- производство пластмасс;
- производство стекловолокнистых материалов, стеклопластиков и изделий из них;
- производство композиционных материалов;
- производство нетканых и геосинтетических материалов.

ОАО «ГИПРОИВ» на протяжении всей своей деятельности тесно сотрудничает с крупнейшими фирмами США, Великобритании, Японии, Германии, Италии, Южной Кореи и других стран, такими как «DuPont», «Кобе-Стил», «Циммер», «ЭМС-Инвента-Фишер», «Синко», «Нойвалесина» и др.

## Комплексное проектирование и инжиниринг
Приоритетное направление деятельности ОАО «ГИПРОИВ» — комплексное проектирование промышленных предприятий.
Проектная документация выпускается комплексно, во всех частях и разделах проекта, включая технологические и строительные решения, вентиляцию и кондиционирование, водоснабжение и канализацию, теплоснабжение, электроснабжение, КИП и автоматизацию, охрану окружающей природной среды, объекты инфраструктуры и социального назначения.
Институтом выполняется весь спектр предпроектных и проектных работ.

## Организационная структура
С 2013 г. организационная структура ОАО «ГИПРОИВ» представлена подразделениями:
Проектный блок:
1. Технологический отдел
2. Теплоэнергетический отдел
3. Отдел ОВиК
4. Электротехнический отдел
5. Отдел КИПиА
6. Отдел КИПиСС
7. Архитектурно-строительный отдел
8. Отдел генплана и ПОС

Блок управления развитием:
1. группа перспективных проектов
2. тендерная группа
3. группа управления проектами

## Производственная база
Внедрение компьютерной технологии проектирования в институте поставлено на серьёзную основу, так как сотрудничество с ведущими российскими и иностранными компаниями диктует переход на мировые стандарты выполнения проектов.
В настоящее время парк компьютерной и множительной техники постоянно обновляется, внедряются новые системы автоматизированного проектирования.
С 2007 года ОАО «ГИПРОИВ» имеет сертификат качества на основе требований стандартов ГОСТ Р ИСО 9001-2001.
Производственная база ОАО «ГИПРОИВ» включает в себя Центральный архив проектной и иностранной инжиниринговой документации за весь период деятельности института, техническую библиотеку и проектный кабинет с необходимыми для проектирования нормами и правилами — начиная от проектирования инженерных систем и заканчивая всем комплексом работ при проектировании крупных объектов.

## Характерные проекты

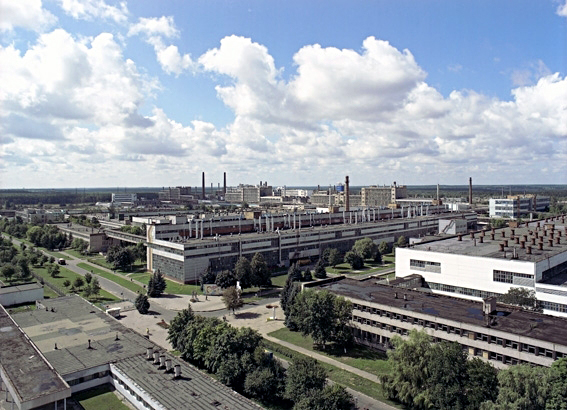
ОАО «Могилёвхимволокно»

Основным направлением работы ОАО «ГИПРОИВ» является проектирование технологически сложных производств различных промышленных отраслей. В рамках проектирования производств реализовано немалое количество проектов как на территории России, так и за её пределами. В данном разделе приведены наиболее интересные объекты, спроектированные ОАО «ГИПРОИВ».
- ОАО «ПОЛИЭФ», Республика Башкортостан, г. Благовещенск
- ОАО «Могилёвхимволокно», Республика Беларусь, г. Могилёв
- ОАО «Светлогорское химволокно». Республика Беларусь, Гомельская обл., г. Светлогорск
- ПО «Химволокно», Саратовская обл., г. Балаково
- ПО «Полимир», Республика Беларусь, Витебская обл., г. Новополоцк
- ООО «Курскхимволокно»
- ОАО «Сибур-ПЭТФ», г. Тверь
- ОАО «Тверской полиэфир», г. Тверь
- ОАО Пластик-Геосинтетика 2011 г.
- ООО НИТРОН 2010 г
- ООО АРГОН 2009 г
- ООО Алабуга-Волокно 2013 г
- ЗАО ПРЕПРЕГ-СКМ 2013 г
- Высшая школа экономики, реконструкция корпусов под размещение Института дизайна ВШЭ
- Объекты Инновационного центра Сколково: создание вивария для лабораторных животных SPF-категории,2012-2013 г.
- НПО Машиностроения, создание приборного цеха с комплексом чистых помещений ИСО 6 2013—2014 г.
- ОАО НИИграфит, реконструкция и перенос производства,014 г.
- ФГУП ПИЯФ, реконструкция корпуса № 50 под стандарты GMP 2014 г.
- ФГУП НИИСК, реконструкция с размещением блока чистых помещений класса ИСО 7, 2013—2014 г
- Гражданские объекты Московской области

## Награды института
- Красное знамя ЦК КПСС, СМ СССР, ВЦСПС и ЦК ВЛКСМ (на вечное хранение)
- Почётная грамота МИНПРОМЭНЕРГО Российской Федерации
- Почётная грамота Губернатора Московской области
- Почётная грамота Главы администрации Мытищинского района
- Диплом победителя Всероссийских конкурсов «1000 лучших предприятий и организаций России» за 2006, 2007, 2008 года
- Почётный знак «Орден за заслуги перед химической индустрией»
- Диплом лауреата ежегодной национальной премии «ЛУЧШАЯ КОМПАНИЯ» за 2006, 2007, 2008 года

За высокие показатели в работе более 200 сотрудников награждены орденами и медалями СССР, в том числе Орденом Ленина — И. Г. Зеленцов (бывший директор ГИПРОИВа), Орденом Октябрьской Революции и Трудового Красного Знамени — Н. А. Ширяева (бывший главный инженер ОАО «ГИПРОИВ»), Орденом Трудового Красного Знамени — Е. С. Крупенникова (бывший заместитель главного инженера), орденом Дружбы народов — В. В. Ющенко (бывший генеральный директор ОАО «ГИПРОИВ») и Э. С. Никитин (бывший заместитель главного инженера), Орденом Трудовой Славы III степени — Ю. Н. Дашков (электрик); почётным званием Заслуженный химик РСФСР — 3 сотрудника (Е. С. Крупенников, Н. А. Ширяева и Е. Г. Шустин); 18 сотрудников являются лауреатами Премии Совета Министров СССР.